# Эльгяйский наслег
Эльгяйский наслег — сельское поселение в Сунтарском улусе Якутии Российской Федерации.
Административный центр — село Эльгяй.

## История
Статус и границы сельского поселения установлены Законом Республики Саха (Якутия) от 30 ноября 2004 года N 173-З N 353-III «Об установлении границ и о наделении статусом городского и сельского поселений муниципальных образований Республики Саха (Якутия)».

## Население
| 2002  | 2010  | 2011  | 2012  | 2013  | 2014  | 2015  |
| ----- | ----- | ----- | ----- | ----- | ----- | ----- |
| 2204  | ↘2032 | ↘2030 | ↘1963 | ↘1902 | ↘1857 | ↘1820 |
| 2016  | 2017  | 2018  | 2019  | 2020  | 2021  |       |
| ↘1805 | ↘1786 | ↘1748 | ↘1707 | ↘1660 | ↘1644 |       |

## Состав сельского поселения
| № | Населённый пункт | Тип населённого пункта       | Население |
| - | ---------------- | ---------------------------- | --------- |
| 1 | Бордон 3-й       | посёлок                      | ↘1        |
| 2 | Эльгяй           | село, административный центр | ↘1569     |